# チャールズ・バレンタイン・ライリー
チャールズ・バレンタイン・ライリー（Charles Valentine Riley、1843年9月19日 - 1895年9月14日）は、アメリカ合衆国の昆虫学者。天敵防除などに大きな足跡を残した。

## 概説
イギリスで生まれ、17歳の時にアメリカに渡り、B・D・ウォルシュと知り合って昆虫学の道に進んだ。その後ミズーリ州の州雇い昆虫学者としてロッキートビバッタ対策などを指導した。1877年にはアメリカ合衆国農務省の連邦昆虫学委員会の委員となり、さまざまな害虫対策を行った。特にイセリヤカイガラムシに対して行った天敵の導入による防除は大成功を収め、害虫対策の新たな方法として注目された。業務以外でもさまざまな昆虫の研究を行った。

## 経歴
- 1843年 - ロンドンのチェルシーに生まれる。その後フランスとドイツで学んだ。美術と博物学に優れていた由。
- 1860年 - アメリカに渡り、イリノイ州の農場で働く。その後シカゴに移り、プレイリー・ファーマ紙の通信記者となる。ここで昆虫学者のB・D・ウォルシュと知り合う。
- 1868年 - ウォルシュと共に雑誌『アメリカン・エントモロジスト』を発行。同年、ミズーリ州の州雇い昆虫学者に任命される。
- 1876年 - ロッキートビバッタの蝗害について、オハマで開かれたバッタ被害緒州の知事会議に参加。主として彼の報告に基づいて対策が練られた。
- 1877年 - 連邦昆虫学委員会が作られ、農務省の管轄下におかれた。彼は委員会の議長となった。この委員会の結成にも彼の意見が大きな役割を担ったとされる。委員会は1870年まで活動した。
- 1878年 - 連邦農務省の昆虫学長官に就任。イセリアカイガラムシの防除などを指導。
- 1894年 - 長官職を辞任。合衆国国立博物館に一室を得て研究活動を続ける。
- 1895年 - 9月14日早朝、自転車の故障により道路に叩きつけられる事故によって死亡。

## 人物像
有能多才な人物であり、見かけはハンサムで、サイエンス誌に「画家か音楽家のように見え」ると書かれたことがある由。役者の心得もあったらしい。
精力的で強い意志をもち、「障害にぶつかるほどますます闘志を燃やし、一層の努力を傾け」（後任の昆虫学長官となったL.O.ハワードによる人物評）る人物であった。イセリヤカイガラムシの天敵を探しに部下をオーストラリアに派遣した際には、その予算が拒否されたため、たまたまあった万国博覧会への代表団に部下一人を強引に押し込んで実現した。しかしその成功後には当の万博代表委員のマックカッピンとその栄誉の奪い合いを演じて見せた。
また上司や部下の感情を気にかけないなどの傾向があったらしく、上司を無視して議会に直訴したり過大な予算要求をしたり、あるいは部下の成果を自分のものにしたなどと言ったことがあり、周囲ともめることがあった。そのため、昆虫学長官職を一時的に辞任する騒ぎになったこともあった。

## 業績
農業害虫の対策に多大な影響を与えた。代表的なものに以下のようなものがある。

### 蝗害
彼がミズーリ州の昆虫学者となった時期、ロッキートビバッタの大発生が起こった。彼はこの昆虫の習性、過去の発生の状況等を調査し、その行動や移動を予測した。また、対策としてバッタの卵を買い取ることなどを提案、ミズーリ州とミネソタ州ではこれを実施し、一時的にバッタ卵が通貨として流通したとも伝えられる。他の州でも様々な対策が取られたが、多くは彼の指導のもとに行われた。彼の活動期以降、ロッキートビバッタの発生は劇的に減少し、ついに絶滅する。これは実際には彼の成果ではない可能性が大きいが、彼の活動を印象づける効果があった。
また、バッタが大規模な移動をするため、個々の州が対策を取っても効果を上げ難いことから、昆虫学者による国家委員会の設立が必要であるとの意見を出し、これが後の国家昆虫学委員会につながっている。

### イセリヤカイガラムシ
イセリヤカイガラムシのアメリカ侵入は1860年代後半で、非常にやっかいな害虫とされ、カリフォルニアのオレンジ栽培は壊滅するとまで言われた。これに対して、彼はその原産地から天敵を持ち込んで放すことを思いつき、部下のアルバート・ケーベレを派遣した。彼はベダリアテントウをアメリカに送り、これを放したところ、このカイガラムシの被害は取るに足りない程度まで激減した。これは天敵の持ち込みによる害虫防除の初めての事例となった。
なお、この天敵探しのオーストラリア行、実はライリー本人が行きたかったらしい。当時は政府の役人が国外旅行をするのが認められていなかったためにあきらめたと言う。

### ブドウネアブラムシ
ブドウネアブラムシ（フィロキセラ）は、ブドウの根に付着する昆虫である。この種は原産がアメリカで、そこではさほど大きな被害を与えるものではなかったが、ヨーロッパに帰化するや大発生を起こし、一時はフランスのワイン産業が危うくなるという事態となった。ライレーはアメリカのブドウにこの寄生虫への耐性があると判断し、アメリカブドウの根にフランスブドウを接ぎ木して育てることを提案した。これが大成功を収め、彼はレジオンドヌール勲章を授けられた。

### その他
彼はこれらの農業害虫の研究の間にも多くの昆虫学的な研究を行った。特にユッカモスの研究は有名で、ユッカの花粉を媒介し、幼虫が種子の一部を食べて育つこの蛾と植物の間の相利的絶対共生関係を詳しく研究、報告した。彼はこれをすべてプライベートの時間に行い、断続的に20年をかけて研究をまとめた。
また、彼は、合衆国国立博物館に10万種以上の昆虫標本のコレクションを寄贈した。これはこの博物館の昆虫コレクションの主力となった。